# Giralba
Il Giralba (Girialba o Giaralba in cadorino) è un corso d'acqua a carattere torrentizio delle Dolomiti.
Nasce in val Stalata ai piedi del Popera, fra il Giralba di Sotto e i suoi Campanili, sfociando nell'Ansiei nei pressi dell'omonima frazione di Auronzo di Cadore.